# Adjunkt (Syntax)
Als Adjunkt bezeichnet man in der Grammatik allgemein gesagt syntaktische Einheiten, die lediglich optional auftreten. Je nach Schulrichtung erscheint dieser Begriff allerdings in unterschiedlichen Versionen, nämlich in einem traditionelleren, eher inhaltlich definierten Sinn und in einem engeren, strukturellen Sinn. Daher ist die oft vorgenommene Gleichsetzung mit dem traditionellen Begriff der Angabe aus der Grammatik des Deutschen nicht durchgängig möglich.
Im Gegensatz zum Adjunkt steht vor allem der Begriff des Komplements, der jedoch in analoger Weise mehrdeutig ist.

## Adjunkt im funktionalen Sinn
In der älteren sprachwissenschaftlichen Literatur (Z. Harris, J. Lyons usw.) bezeichnet Adjunkt „syntaktisch fakultative oder periphere Ausdrücke“ (Lyons 1983), beziehungsweise (nach Lyons 1971) „ein Bestimmungselement, das zusammen mit einem Trägerelement vorkommt, von dem es abhängt und von dem es getrennt werden kann, ohne dass sich daraus für den Satz eine syntaktische Veränderung ergibt.“ (Die Bezeichnung „Bestimmungselement“ in diesem Zitat verweist auf den Begriff Determinans (Wortbildung)).
Da Adjunkte somit typischerweise modifizierende Funktion haben, bleibt ein Satz meist akzeptabel, wenn ein Adjunkt weggelassen wird. Dies trifft sich mit dem germanistischen Begriff der „Angabe“, die als weglassbarer Satzteil definiert ist. Der Gegenbegriff zu Adjunkt ist dann grammatische Ergänzung (oft auch als Komplement bezeichnet).
Beispiele für Adjunkte in diesem Sinn:
- Attribute in der Nominalphrase (z. B. „eine schöne Frau“)
- Adverbiale, die ein Ereignis modifizieren (z. B. „Er ist am Samstag in den Zoo gegangen“)
- Satzadverbiale (z. B. „Anscheinend sind sie spazieren gegangen“)

## Adjunkt im strukturellen Sinn
In der Generativen Grammatik Chomskys, beispielsweise ihren Theorievarianten Rektions- und Bindungstheorie und Minimalismus, ist ein Adjunkt nicht inhaltlich (etwa als Modifikator), sondern rein strukturell definiert: Es ist dann ein Element, das zu einem anderen Element in einer Weise hinzutritt, die durch eine spezielle Verknüpfungsregel definiert ist, die Adjunktion. Entscheidendes Definitionsmerkmal ist, dass der gesamte Ausdruck durch Hinzufügung des Adjunkts nicht seine Komplexitätsstufe wechselt. Das heißt, Adjunktion an eine Phrase ergibt wiederum eine Phrase, Adjunktion an eine Zwischenprojektion ergibt wieder eine Zwischenprojektion, Adjunktion an einen Kopf ergibt wiederum eine Kopfkategorie. In dieser Weise ergibt sich ein Kontrast zu den strukturellen Begriffen Spezifizierer und Komplement (im strukturellen Sinn): Das Komplement bewirkt einen Übergang von einer Kopfkategorie zu einer erweiterten Projektion, der Spezifizierer bewirkt einen Übergang von einer erweiterten Projektion zu einer Phrase.
Im Ergebnis überschneidet sich diese Klasse der Adjunkte durchaus mit dem zuerst erläuterten Begriff, ist jedoch bei weitem nicht deckungsgleich. Auch Ausdrücke in der Position eines Spezifizierers oder sogar eines strukturellen Komplements können modifizierende Funktion haben, und würden dann ebenfalls als Adjunkte im funktionalen Sinn bezeichnet werden, aber im strukturellen Sinne einen Gegensatz zu „Adjunkt“ bilden. Der Fall der Kopf-Adjunktion (also zum Beispiel die Bildung eines zusammengesetzten Prädikats) wird von der älteren Version des Adjunktbegriffs gar nicht miterfasst. Ferner garantiert der strukturelle Adjunktbegriff nicht, dass diese Einheit weglassbar ist (auch wenn es de facto in den meisten Fällen so ist).